# 47 Pułk Zmechanizowany
47 Pułk Zmechanizowany (47 pz) – oddział zmechanizowany Sił Zbrojnych PRL.
1 września 1951 47 Pułk Piechoty, stacjonujący w garnizonie Szczecinek, wyłączony został ze składu 14 DP, podporządkowany dowódcy 20 Dywizji Zmechanizowanej i przeformowany w 47 Pułk Zmechanizowany. Do 15 stycznia 1953 przeformowany został na etat Nr 5/105 pułku zmechanizowanego. Do 20 grudnia 1955 jednostka została rozformowana.

## Struktura organizacyjna (lata 50. XX w.)
- Dowództwo i sztab
- dwa bataliony piechoty
- batalion piechoty zmotoryzowanej
  - trzy kompanie piechoty zmotoryzowanej
  - kompania ckm
  - kompania moździerzy
  - pluton armat 57 mm wz. 1943 (ZiS-2)
- kompania czołgów
- dywizjon artylerii
- bateria moździerzy 120 mm
- kompanie: rozpoznawcza, saperów, technicznego zaopatrzenia, łączności
- pluton obrony przeciwchemicznej

Sprzęt pułku:
- 10 czołgów średnich T-34/85
- 5 samochodów pancernych BA-64
- 14 armat
- 14 moździerzy
- 3 ciężkie granatniki przeciwpancerne T-21

## Dowódcy
- mjr Jan Światowiec (p.o. 1952-1953)